# Playboy TV
Playboy TV és un canal estatunidenc de pagament de televisió per cable i satèl·lit, basat en la revista eròtica del mateix nom i disponible a diversos països: República Federal del Brasil, Canadà, Estats Units d'Amèrica, Nova Zelanda, Regne Unit de la Gran Bretanya i Irlanda del Nord, Espanya, República Portuguesa, República d'Irlanda i República Francesa.
El contingut a "Playboy TV" només emet porno tou, és a dir, de contingut suau mostrant actes sexuals però sense enfocar els genitals. També n'emet de temàtica lèsbica.
Els actes sexuals es filmen com a porno dur (s'hi veuen els genitals i l'acte de la penetració) però és modificat quan s'emet a "Playboy TV".

## Actors que hi han treballat
- Calli Cox